# Ange
Ange este o fornație franceză de rock progresiv formată în septembrie 1969 de frații Décamps, Francis (claviaturi) și Christian (voce).

## Discografie

### Perioada Christian și Francis Décamps
- Caricatures (1972)
- Le Cimetière des arlequins (1973)
- Au-delà du délire (1974)
- Émile Jacotey (1975)
- Par les fils de Mandrin (1976)
- Tome VI : Live 1977 (1977)
- En concert : Live 1970-1971 (1977)
- Guet-apens (1978)
- Vu d'un chien (1980)
- Moteur (1981)
- La Gare de Troye (1983)
- Fou (1984)
- Egna (1986)
- Tout feu tout flamme... C'est pour de rire (1987)
- A propos de... (1982)
- Sève qui peut (1987)
- Vagabondages (Compilation) (1989)
- Les larmes du Dalaï Lama (1992)
- Mémo (Compilation) (1994)
- Un p'tit tour et puis s'en vont : Live 1995 (1995)
- Tome 87 (Live) (2002)
- Ange en concert : Par les fils de Mandrin (Millésimé 77) (2004)

### Perioada Christian și Tristan Décamps
- La Voiture à eau (1999)
- Rêve partie : Live 2000 (2000)
- Culinaire lingus (2001)
- ? (2005)
- Souffleurs de Vers (2007)
- Zénith An II : Live 2002 (2007)
- Le bois travaille, même le dimanche (2010)